# 能美村
能美村（のみむら）は、かつて富山県東礪波郡にあった村。村名は中世期の能美郷から名を採用した。

## 沿革
- 1889年（明治22年）4月1日 - 町村制の施行により、礪波郡北野村、北野新村、東西原村、西明村、細野村、蓑谷村、正谷村及び是安村の区域の一部の区域をもって、礪波郡能美村が発足する。
- 1896年（明治29年）3月29日 - 郡制の施行のため、礪波郡が分割して、東礪波郡が発足により、東礪波郡に所属となる。
- 1898年（明治31年）8月26日 - 東礪波郡能美村を分割して、次のとおり。 
  - 大字北野及び大字北野新の区域 → 東礪波郡北野村が発足する。
  - 大字蓑谷、大字細野、大字西明、大字東西原及び大字正谷の区域 → 東礪波郡蓑谷村が発足する。
  - 分村したのは、村内地区の山田川の水利・土木事業、山地の専用権などで対立して紛争が繰り返されたためである[3]。

## 歴代村長
出典→
1. 北川七次郎（1889年8月 - 1892年1月）
2. 根井仁三郎（1892年2月 - 不詳）
3. 広田四郎右ェ門（不詳）
4. 佐々木半四郎（1892年11月 - 不詳）
5. 北川七次郎（1893年5月 - 1897年5月）
6. 鶴見金次郎（1897年6月 - 1898年10月）